# Authon-Ébéon
Authon-Ébéon település Franciaországban, Charente-Maritime megyében. Lakosainak száma 398 fő (2022. január 1.). Authon-Ébéon Aujac, Aumagne, Bercloux, Migron, Nantillé és Sainte-Même községekkel határos.

## Népesség
A település népességének változása:
| Lakosok száma | 395  | 402  | 404  | 390  | 382  | 385  | 390  | 392  | 398  |
|               | 2013 | 2015 | 2016 | 2017 | 2018 | 2019 | 2020 | 2021 | 2022 |